# Star Wars Holiday Special
El Star Wars Holiday Special es un especial televisivo derivado de la franquicia Star Wars (es uno de los primeros spin-offs de la saga), dirigido por Steve Binder, escrito por Pat Proft, Leonard Ripps, Bruce Vilanch y Rod Warren, y con un limitado apoyo de George Lucas en la producción. 
Con una duración de unas dos horas, incluyendo los anuncios publicitarios, fue emitido en una única ocasión en 1978.

## Argumento
Se trata de un programa contenedor en el que los diferentes espectáculos y secuencias están hilvanados por una trama argumental situada unos dos años después de los sucesos acontecidos en Star Wars: Episodio IV - Una nueva esperanza.
Dicha trama se centra en la visita de Chewbacca y Han Solo al planeta natal del primero, Kashyyyk, para celebrar el «Día de la vida» —Life Day—, una fiesta análoga a la Navidad. En este programa aparecen también Luke Skywalker, C-3PO, R2-D2, Darth Vader y Leia Organa, todos ellos interpretados por los mismos actores que en la trilogía, así como tres miembros de la familia de Chewbacca: su padre Attichitcuk, su esposa Mallatobuck y su hijo Lumpawarrump.

## Recepción
Transmitido por primera y única vez el 17 de noviembre de 1978 de forma simultánea en los canales CBS (un canal de la televisión estadounidense) y CTV (un canal canadiense), el programa no fue bien recibido ni por el público ni por la crítica, y no fue puesta a la venta ninguna copia de forma oficial; el propio Lucas afirmó no estar contento con los resultados obtenidos y a partir de entonces supervisó personalmente el resto de proyectos, interviniendo en el guion o desempeñándose como productor.

## Emisión en otros países
El especial fue doblado al español y retransmitido en México, Venezuela, Argentina, Honduras, Perú, Chile y Brasil.